# Bokutachi wa, ano hi no yoake o shitteiru
Bokutachi wa, ano hi no yoake o shitteiru (jap. 僕たちは、あの日の夜明けを知っている) – szósty oryginalny album japońskiego zespołu AKB48, wydany w Japonii 24 stycznia 2018 roku przez You! Be Cool.
Album został wydany w trzech edycjach: dwóch regularnych (Type A i Type B) i „teatralnej”. Album osiągnął 1 pozycję w rankingu Oricon i pozostał na liście przez 10 tygodni, sprzedał się w nakładzie 611 056 egzemplarzy. Zdobył status potrójnej platynowej płyty.

## Lista utworów
Wszystkie utwory zostały napisane przez Yasushiego Akimoto.

### Type A
| CD  | CD | CD                              | CD                     | CD      |
| Nr  | Tytuł utworu | Kompozycja                      | Aranżacja              | Długość |
| --- | --- | ------------------------------- | ---------------------- | ------- |
| 1.  | „Shoot Sign” (jap. シュートサイン)                                                                                   | Keiichi Kondō                   | Hiroshi Sasaki         | 4:36    |
| 2.  | „Dare no koto o ichiban aishiteru?” (jap. 誰のことを一番 愛してる?) (wyk. Sakamichi AKB)                             | Kazuhiro Sakuma                 | Kazuhiro Sakuma        | 4:22    |
| 3.  | „Kanashii uta o kikitakunatta” (jap. 悲しい歌を聴きたくなった) (wyk. MayuYukirin)                                    | Kazuya Matsumoto                | Makoto Wakatabe        | 4:31    |
| 4.  | „Negaigoto no mochigusare” (jap. 願いごとの持ち腐れ)                                                                 | Shiori Uchiyama                 | Makoto Wakatabe        | 3:05    |
| 5.  | „#sukinanda” (jap. ＃好きなんだ)                                                                                     | Shintarō Itō                    | Takayuki Ōta           | 4:31    |
| 6.  | „Give Up wa shinai” (jap. ギブアップはしない)                                                                        | Masahiro Kawaura                | Yūichi "Masa" Nonaka   | 4:59    |
| 7.  | „Dakitsukō ka?” (jap. 抱きつこうか?) (wyk. AKB48 16th Generation Kenkyūsei)                                          | Kentarō Ishii                   | Kentarō Ishii          | 4:52    |
| 8.  | „11-gatsu no Anklet” (jap. 11月のアンクレット)                                                                       | Manabu Marutani                 | APAZZI                 | 4:22    |
| 9.  | „Yosō-gai no Story” (jap. 予想外のストーリー) (wyk. Vocal Senbatsu)                                                  | SHAKEY, Shuji Watanabe          | SHAKEY, Shuji Watanabe | 4:57    |
| 10. | „Kutsuhimo no musubikata” (jap. 靴紐の結び方)                                                                        | KEIT                            | Yūsuke Itagaki         | 4:00    |
| 11. | „Namida no hyōmenchōryoku” (jap. 涙の表面張力) (wyk. Nana Okada, Mako Kojima, Juri Takahashi, Mion Mukaichi)         | Tomokazu Yamada                 | Takahiro Akuta         | 4:01    |
| 12. | „Mystery Line” (wyk. Miru Shiroma, Yūka Tano, Jurina Matsui)                                                         | BASEMINT                        | BASEMINT               | 4:06    |
| 13. | „Ren'ai mugenjigoku” (jap. 恋愛無間地獄) (wyk. Yuka Ogino, Haruka Komiyama, Rino Sashihara)                          | Yasuaki Maejima                 | Daisuke Kahara         | 5:09    |
| 14. | „Tengoku no Kakurega” (jap. 天国の隠れ家) (wyk. Saya Kawamoto, Akari Suda, Rika Nakai, Yui Hiwatashi, Akari Yoshida) | Satoshi Nakayama, Masaru Adachi | Makoto Wakatabe        | 4:59    |

| DVD | DVD                                                                          | DVD     |
| Nr  | Tytuł utworu                                                                 | Długość |
| --- | ---------------------------------------------------------------------------- | ------- |
| 1.  | „AKB48 Group Members Air akushu-kai” (jap. AKB48グループメンバー エア握手会) |         |

### Type B
| CD  | CD | CD                     | CD                     | CD      |
| Nr  | Tytuł utworu                                                                                                 | Kompozycja             | Aranżacja              | Długość |
| --- | --- | ---------------------- | ---------------------- | ------- |
| 1.  | „Shoot Sign” (jap. シュートサイン)                                                                           | Keiichi Kondō          | Hiroshi Sasaki         | 4:36    |
| 2.  | „Dare no koto o ichiban aishiteru?” (jap. 誰のことを一番 愛してる?) (wyk. Sakamichi AKB)                     | Kazuhiro Sakuma        | Kazuhiro Sakuma        | 4:22    |
| 3.  | „Kanashii uta o kikitakunatta” (jap. 悲しい歌を聴きたくなった) (wyk. MayuYukirin)                            | Kazuya Matsumoto       | Makoto Wakatabe        | 4:31    |
| 4.  | „Negaigoto no mochigusare” (jap. 願いごとの持ち腐れ)                                                         | Shiori Uchiyama        | Makoto Wakatabe        | 3:05    |
| 5.  | „#sukinanda” (jap. ＃好きなんだ)                                                                             | Shintarō Itō           | Takayuki Ōta           | 4:31    |
| 6.  | „Give Up wa shinai” (jap. ギブアップはしない)                                                                | Masahiro Kawaura       | Yūichi "Masa" Nonaka   | 4:59    |
| 7.  | „Dakitsukō ka?” (jap. 抱きつこうか?) (wyk. AKB48 16th Generation Kenkyūsei)                                  | Kentarō Ishii          | Kentarō Ishii          | 4:52    |
| 8.  | „11-gatsu no Anklet” (jap. 11月のアンクレット)                                                               | Manabu Marutani        | APAZZI                 | 4:22    |
| 9.  | „Yosō-gai no Story” (jap. 予想外のストーリー) (wyk. Vocal Senbatsu)                                          | SHAKEY, Shuji Watanabe | SHAKEY, Shuji Watanabe | 4:57    |
| 10. | „Kutsuhimo no musubikata” (jap. 靴紐の結び方)                                                                | KEIT                   | Yūsuke Itagaki         | 4:00    |
| 11. | „Namida no hyōmenchōryoku” (jap. 涙の表面張力) (wyk. Nana Okada, Mako Kojima, Juri Takahashi, Mion Mukaichi) | Tomokazu Yamada        | Takahiro Akuta         | 4:01    |
| 12. | „Kiss Campaign” (jap. キスキャンペーン) (wyk. Anna Iriyama, Rena Katō, Sakura Miyawaki)                      | Ruby                   | APAZZI                 | 4:23    |
| 13. | „Kusaimono Darake” (jap. クサイモノだらけ) (wyk. Yuki Kashiwagi, Sayaka Yamamoto, Yui Yokoyama)              | Dkeji                  | Yūichi "Masa" Nonaka   | 4:16    |

## Notowania
| Lista                      | Pozycja |
| -------------------------- | ------- |
| Oricon Weekly Album Chart  | 1       |
| Billboard Japan Hot Albums | 1       |